# 新義州官邸
座標: 北緯40度04分53秒 東経124度29分58秒 / 北緯40.081519度 東経124.499307度
新義州官邸（シニジュかんてい、신의주 관저）は、平安北道新義州市に所在する朝鮮民主主義人民共和国官邸。

## 概要
地元では「中央豪邸」「中央宮殿」と称される多数の官邸のなかのひとつ。1994年の金日成死去後、金正日がこれを引き継ぎ、2011年の金正日の死去後は金正恩が引き継いだといわれる。官邸は新義州市の中心市街地から約8.5キロメートル東に所在する。朝鮮民主主義人民共和国鉄道省の南新義州駅からは東方約5.6キロメートルの位置にあり、それとは別に官邸行の鉄路と専用駅がある。新義州の官邸は"North Korea Uncovered"（「北朝鮮発見プロジェクト」）の衛星画像によってその詳細が暴露された。